# قرار مجلس الأمن التابع للأمم المتحدة رقم 94
اعتمد قرار مجلس الأمن التابع للأمم المتحدة رقم 94، في 29 مايو 1951، وأشيرَ فيه إلى وفاة قاضي محكمة العدل الدولية خوسيه فيلاديلفو دي باروس إي أزيفيدو في 7 مايو 1951، وقرر المجلس أن الانتخابات لملء المقعد الشاغر يجب أن تتم خلال الدورة السادسة للجمعية العامة. وقرر كذلك أن تجرى هذه الانتخابات قبل الانتخابات العادية المقرر إجراؤها في نفس الدورة لملء الشواغر الخمسة التي كان من المقرر أن تحدث بسبب انتهاء مدة خمسة من الأعضاء في 5 شباط / فبراير 1952.
اُعتُمِدَ القرار بالإجماع.

## روابط خارجية
- نص القرار في undocs.org